# 罗德·赛林
罗德·赛林（英語：Rod Seiling，1944年11月14日—），加拿大前男子冰球运动员，场上位置是后卫。他曾代表加拿大参加1964年冬季奥林匹克运动会冰球比赛，获得第4名。